# Æthelsige I. (Sherborne)
Æthelsige († zwischen 990 und 992) war Bischof von Sherborne. Er wurde 978 zum Bischof geweiht und trat sein Amt im selben Jahr an. Er starb zwischen 990 und 992.